# Баскетбольный центр имени Дражена Петровича
Баскетбольный центр имени Дражена Петровича (хорв. Košarkaški centar Dražen Petrović or Dvorana Dražen Petrović) — крытая спортивная арена в Загребе, Хорватия. Является домашней ареной для профессиональных баскетбольных клубов «Цибона» и «Загреб». Вместимость стадиона составляет 5400 человек.

## История
Арена была построена в 1987 году к летней Универсиаде 1987 года и называлась Спортивный центр Цибоны. В 1993 году она была переименована и получила название в честь бывшего игрока Национальной баскетбольной ассоциации и члена Зала славы баскетбола Дражена Петровича — бывшей звезды «Цибоны», который погиб в автокатастрофе в том же году.